# BZ (dokumentarfilm)
BZ er en dansk dokumentarfilm fra 2006 instrueret af Helle Hansen.

## Handling
BZ var 1980'ernes ungdomsoprør og står stærkt i mange danskeres bevidsthed med spektakulære husbesættelser, aktioner og voldsomme konfrontationer med politiet. BZ satte gang på gang dagsorden, og det hele kulminerede med ni dages barrikadering af Ryesgade i København. Dokumentarfilmen BZ fortæller historien om de unges oprør, set på 20 års afstand. Det er blevet en historie om sejre og nederlag, om vrede og kærlighed, om magt og afmagt. Filmen fortæller om en periode i nyere Danmarks- og københavnerhistorie, der satte forholdet mellem borgere, politi, politikere og de unge på en hård prøve. Filmens omdrejningspunkt er de ni dage i Ryesgade, hvor hele nationen fulgte dramaet time for time.

## Medvirkende
- Martin Sundbøll
- Gyda Heding
- Mogens Volden
- Einer Lind
- Villo Sigurdsson
- Henrik Saxgren